# محمدحسن‌خان سعدالدوله
محمدحسن‌خان سعدالدوله از شخصیت‌های سیاسی و بازرگان‌های دوره قاجار است که به‌طورعمده در زمینهٔ فعالیت‌های تجاری و عمرانی در خوزستان، به ویژه شهر اهواز، شناخته می‌شود. اگرچه اطلاعات درباره زندگی شخصی او محدود است، اما نقش او در توسعه تجارت رودخانه‌ای کارون و همکاری با حاج محمدتقی معین‌التجار برجسته است.

## زمینه تاریخی و نقش در خوزستان
در دوره قاجار، به‌ویژه پس از پادشاهی ناصرالدین شاه (۱۲۲۶ تا ۱۲۷۴ ه.خ.)، رودخانهٔ کارون به روی تجارت خارجی باز شد که باعث رونق اقتصادی در خوزستان و اهواز (بندر ناصریه) گردید. محمدحسن‌خان سعدالدوله در این دوره به عنوان یکی از شریک‌های تجاری برجسته ظاهر شد و همکاری نزدیکی با حاج محمدتقی معین‌التجار داشت.
- پایه‌گذاری شرکت ناصری: او به همراه معین‌التجار، شرکت ناصری را بنیان‌گذاری کرد که امتیاز کشتیرانی و بازرگانی از اهواز تا شوشتر را به دست آورد. این شرکت، نقش مهمی در حمل‌ونقل کالا و توسعه و تجارت داشت.[۱]
- ساخت سرای معین‌التجار: این بنا در سال ۱۲۶۷ ه.خ. توسط معین‌التجار و با همکاری مستقیم محمدحسن‌خان سعدالدوله در ساحل کارون، نزدیک به مکان کنونی پل سفید اهواز ساخته شد. این کاروانسرا شامل حیاط مرکزی، اتاق‌های بسیار و معماری قاجاری با آجر و گچ‌بری است و مساحتی در حدود ۱۷۰۰ مترمربع دارد. امروزه به عنوان میراث فرهنگی ثبت ملی شده و بخشی از جاذبه‌های گردشگری اهواز است.[۲]

### کاروانسرای معین‌التجار[۳]
| زمان ساخت | مکان                              | همکاران                                      | هدف                                          | وضعیت کنونی                                                       |
| --------- | --------------------------------- | -------------------------------------------- | -------------------------------------------- | ----------------------------------------------------------------- |
| ۱۲۶۷ ه.خ. | ساحل رودخانهٔ کارون، نزدیک پل سفید | حاج محمدتقی معین‌التجار، محمدحسن‌خان سعدالدوله | تسهیل تجارت رودخانه‌ای، انبار کالا و کشتیرانی | ثبت ملی میراث فرهنگی (شماره ۲۱۵۸)، بازسازی‌شده و باز برای گردشگران |

## بیوگرافی و جزئیات شخصی
با توجه به منابع موجود، اطلاعاتی جامعه در مورد زندگی‌نامه محمدحسن‌خان سعدالدوله در دسترس نیست. نکات کلیدی عبارت‌اند از:
- نام و لقب: محمدحسن‌خان سعدالدوله؛ لقب «سعدالدوله»، که نشان‌دهنده جایگاه درباری یا اداری است.
- خانواده و اصل: اطلاعات دقیقی در مورد خانواده و نسب او یافت نشده است؛ برخی منابع او را افراد محلی خوزستان ذکر کرده‌اند.
- سمت‌های سیاسی یا اداری: هیچ سمت رسمی ثبت‌شده‌ای وجود ندارد، اما نفوذ اقتصادی او در شرکت ناصری و روابط با دربار محتمل است.
- تولد و مرگ: تاریخ دقیق مشخص نیست؛ احتمال می‌رود که نیمه قرن ۱۹ میلادی متولد شده باشد.
- فعالیت‌ها: تمرکز بر توسعه تجارت، ساخت سرای معین‌التجار، همکاری با بازرگانان و توسعه بندر ناصریه (اهواز) است.

## میراث و اهمیت
محمدحسن‌خان سعدالدوله به عنوان پیشگام تجارت نوین در خوزستان شناخته می‌شود. همکاری او با معین‌التجار منجر به ساخت بنایی شد که نماد تحول اقتصادی در شهر اهواز است. این سرا امروزه بخشی از بافت تاریخی و فرهنگی شهر محسوب می‌شود و نقش مهمی در جذب گردشگر دارد. به دلیل کمبود منابع، او کمتر از شخصیت‌های تاریخی دیگر، شناخته شده است و ممکن است با شخصیت‌های مشابه اشتباه گرفته شود.